# Saint-Roch (Québec)
Pour les articles homonymes, voir Saint-Roch (homonymie).
Saint-Roch est l'un des 35 quartiers de la ville de Québec. Il est situé dans l'arrondissement de La Cité–Limoilou.

## Géographie
Le quartier de Saint-Roch est situé dans ce qui communément appelé la basse-ville de Québec. Il est délimité au sud par la colline de Québec, son coteau Sainte-Geneviève ainsi que la côte d'Abraham, à l'ouest par le boulevard Langelier, à l'est par l'autoroute Dufferin-Montmorency et au nord par la rivière Saint-Charles. 
Saint-Roch, l'un des quartiers les plus denses de la ville, est principalement structuré selon des rues à angles droits. Il est traversé d'est en ouest par le boulevard Charest, et du nord au sud par les rues parallèles et à sens unique Dorchester et de la Couronne, lesquelles se fusionnent au nord pour devenir l'autoroute Laurentienne. Dans les rues secondaires, on retrouve principalement des maisons ou des plex en rangées étroites. Le plus haut immeuble est la Tour Fresk (20 étages d'appartements locatifs), inaugurée en 2016, sur la Place Jacques-Cartier.
Le quartier présente une mixité d'usage et une densité de bâti relativement élevée. Quant à sa fonction résidentielle, il est possible de la séparer en trois secteurs distincts:
- La zone au sud du boulevard Charest, qui compte très peu de logements sociaux et davantage d'anciens immeubles industriels reconvertis en copropriétés dans les années 2000 et s'adressant à de jeunes professionnels, en plus de plusieurs modiques « plex » de trois ou quatre étages.
- La zone au nord du boulevard Charest, de loin la plus grande, qui présente un indice plus accru de défavorisation sociale, plusieurs logements subventionnés, et une majorité de vieux immeubles de moindre densité, principalement des plex dont certains sont vétustes.
- Au nord, l’écoquartier de la Pointe-aux-Lièvres qui longe l'autoroute Laurentienne. Il s'est développé dans les années 2010 et ses constructions neuves s’adressent en partie aux jeunes familles.

En lien avec sa densité importante, il n'y a que peu d'espaces verts au cœur du quartier (en excluant le jardin Jean-Paul-L'Allier). Ainsi, en contraste avec d'autres quartiers centraux tels que Montcalm ou le Vieux-Limoilou, mais de manière similaire au Vieux-Québec et à Saint-Jean-Baptiste, les arbres sont peu abondants et les arbres privés sont situés en majorité dans les arrière-cours des édifices à logements, puisqu'il n'y a généralement pas d'espace, ou marge de recul avant, entre les trottoirs et les façades des bâtisses. Les espaces verts sont plutôt localisés dans l'extrémité nord du quartier : le parc linéaire de la rivière Saint-Charles, le parc Victoria (partagé avec le quartier Saint-Sauveur), et la Pointe-aux-Lièvres.

## Histoire

### Naissance

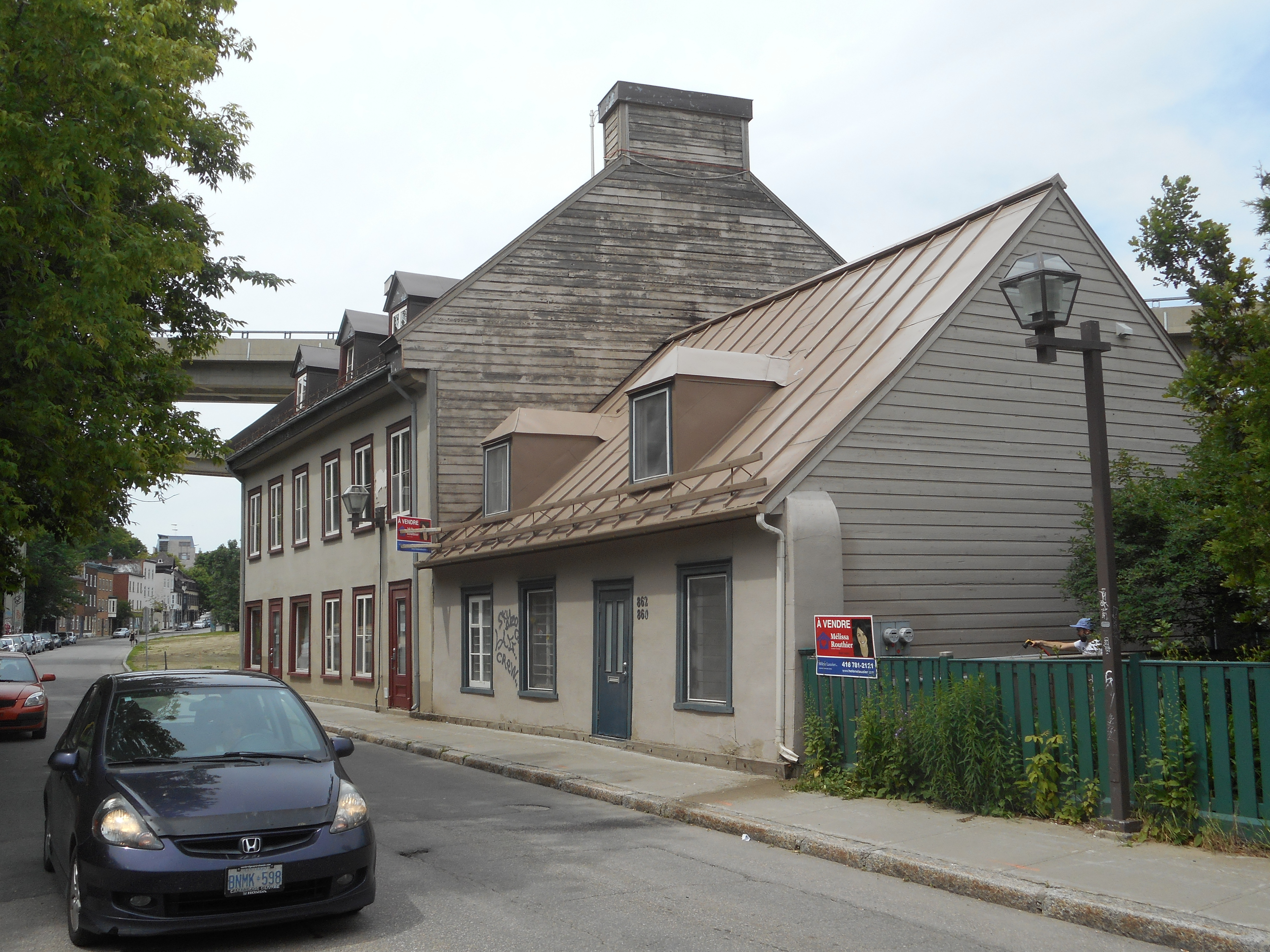
Maisons canadiennes typique de la Nouvelle-France sur la rue Saint-Vallier Est.

Saint-Roch est l'un des plus anciens faubourgs de la cité de Québec. Au début du 17e siècle, Samuel de Champlain envisageait de développer une cité modèle nommée Ludovica sur le site de l'actuel Saint-Roch. En 1620, l'ordre religieux des Récollets fait construire un couvent sur les bords de la rivière Saint-Charles. Ce couvent deviendra plus tard, sous la direction des Augustines hospitalières, le premier Hôpital général de la ville. En 1692, les Récollets construistent une chapelle dédiée à Saint Roch de Montpellier, mais qui sera détruite durant la guerre de 1754. Éventuellement, cet ermitage donnera son nom à la rue Saint-Roch, puis au faubourg, à la paroisse, et enfin au quartier du même nom. L'expansion de la ville vers les terres situées tout juste au nord-est du promontoire de Québec commence dès la fin du 17e siècle, d'abord le long de l'actuelle rue Saint-Vallier Est et autour de la Maison Blanche (toujours existante, au numéro 870 de cette même rue, mais qui a été dû être reconstruire à la suite de l'incendie de 1845). Au même moment, les terres autour de la ville sont concédées à quelques privilégiés. La vallée de la rivière Saint-Charles est ainsi attribuée d'est en ouest à Louis Hébert (un des premiers colons), aux Jésuites, et à d'autres propriétaires. Dès l'époque de la colonie française, le quartier accueillait des artisans, notamment des tanneurs, qui s'installaient au pied de la falaise

### Essor

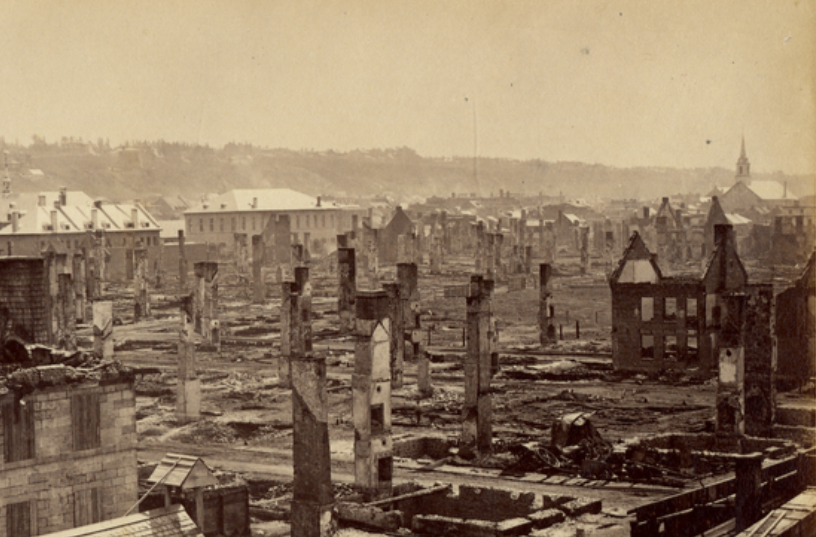
Vue du quartier Saint-Roch au lendemain du grand incendie de 1866.

Le quartier prend son véritable essor au milieu du XVIIIe siècle avec l'avènement des chantiers navals le long de la rivière Saint-Charles. Vers la fin du xixe siècle, l'économie de Saint-Roch, principalement axée sur la construction de navires, connaît une stagnation. La diversification industrielle et le développement du secteur commercial, notamment de détail, sont notables. Plusieurs incendies ravagent toutefois le quartier durant ce siècle, tels que les incendies de 1845 ainsi que le Grand incendie de Québec (1866). Le quartier connaît une forte croissance démographique après 1871, témoignage de sa reprise après un autre incendie en 1870 ayant sévit entre les rues Dorchester, Saint-François Est et de la Chapelle. À partir de 1880, Saint-Roch expérimente une prospérité sans précédent et plusieurs maires de Québec y habiteront : John Lemesurier, Olivier-Napoléon Drouin, Valmont Martin, Télesphore Simard et Oscar Auger; on peut ajouter à cette liste divers notables francophones (il faudra d'ailleurs attendre environ 100 ans avant qu'un autre maire réside de nouveau dans le quartier, soit Régis Labeaume en 2019.)

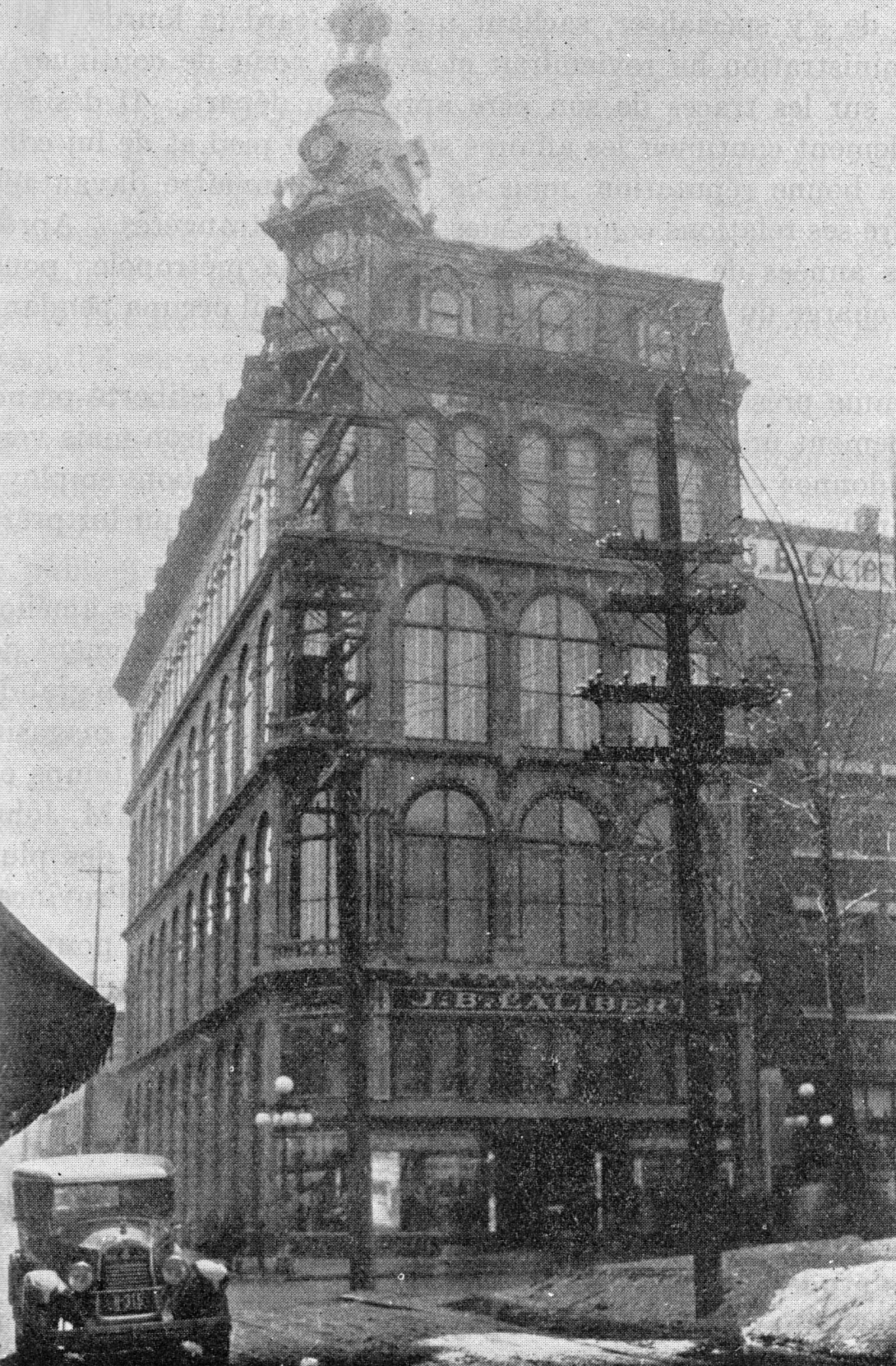
L'édifice Laliberté en 1929.

Dès la fin du xixe siècle, la densification de Saint-Roch se traduit par la construction de maisons à étages et logements multiples (« plex ») avec entrées individuelles, sans galeries ou escaliers en façade ni marges de recul, faute d'espace dans les lots déjà existants. Dans certains cas, ce sont de vieilles maisons unifamiliales qui sont densifiées à la verticale ou à l'horizontale. On retrouve toutefois encore de nos jours quelques « maisons canadiennes » reconnaissables par leur revêtement en pierre, crépi ou clin de bois, et par leur toit à forte pente. Dans les années 1940, la construction résidentielle du quartier est plutôt caractérisée par l'immeuble à logement avec hall d'entrée commun et circulation verticale, construits sur des lots vacants ou par la conversion de maisons existantes. 
Le quartier de Saint-Roch connaît son apogée commercial durant la première moitié du xxe siècle, notamment sur la rue Saint-Joseph avec ses grands magasins à rayons aujourd'hui disparus tels que Paquet, Pollack puis plus tard le Syndicat de Québec  et Laliberté. À cette époque, les deux tiers de la population de ce qui constituait dès lors la ville de Québec habitaient dans Saint-Roch ou Saint-Sauveur, où vivaient en majorité des francophones pendant qu'une population substantielle d'anglophones résidaient en haute-ville ou dans le Petit Champlain.

### Déclin

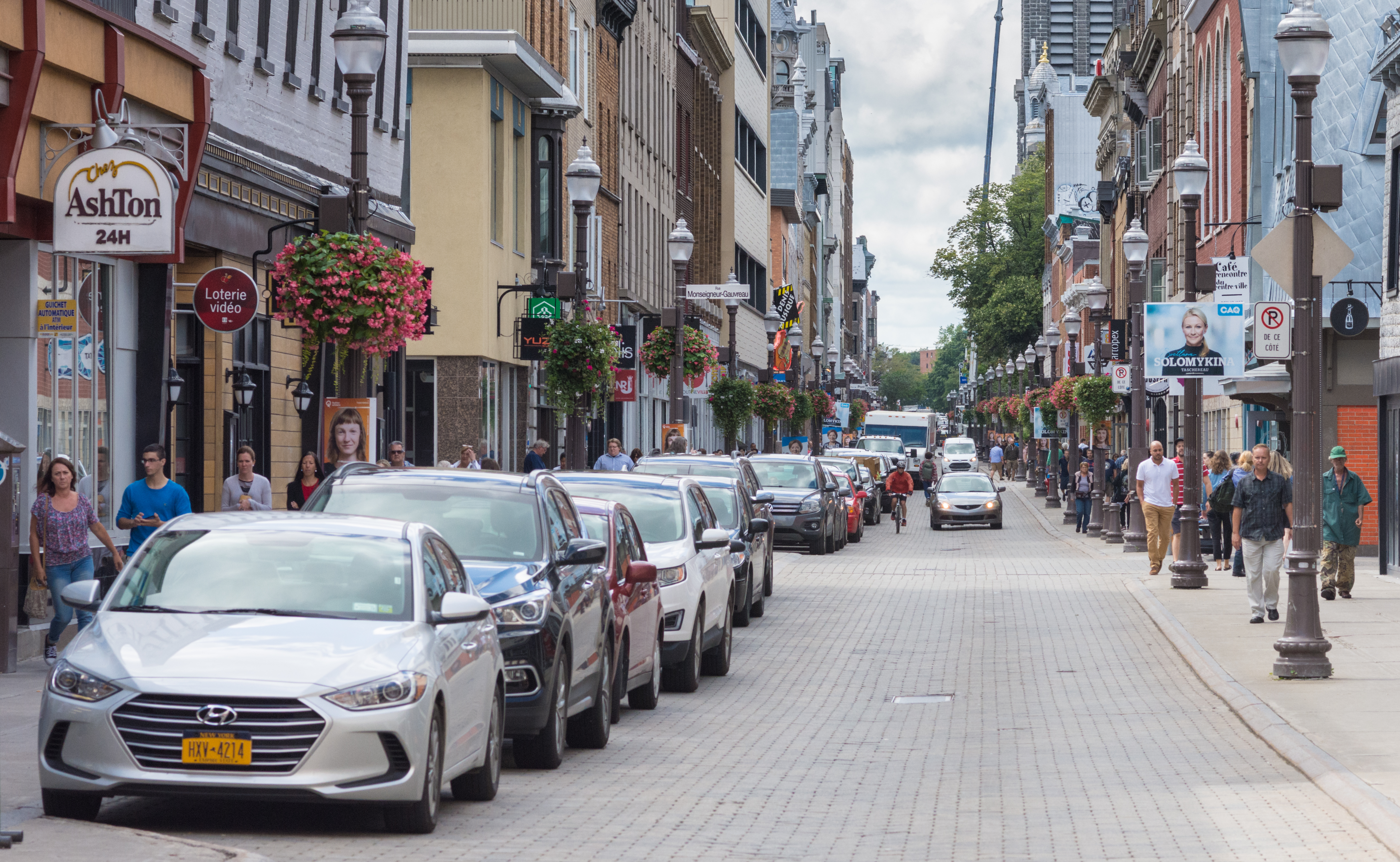
Cette partie de la rue Saint-Joseph abritait jadis le Mail.

À partir du milieu des années 1950, le quartier, tout comme les autres quartiers centraux, connaît une baisse de population au profit de banlieues traditionnellement agricoles mais en forte urbanisation, soit Sainte-Foy au sud-ouest, l'arrondissement actuel des Rivières (composé à l'époque de Duberger, Les Saules et Neufchâtel) au nord-ouest,  Charlesbourg au nord, et Beauport au nord-est, où l'espace est suffisant pour construire des maisons de type « bungalow » ou pavillonnaires, avec cours individuelles avant et arrière. En quelques décennies, la population de Saint-Roch passe d'environ 20 000 à 5 000 personnes, même qu'à la fin des années 1960, la construction des bretelles de l'autoroute Dufferin-Montmorency dans l'est du quartier nécessita la démolition d'environ 300 logements et 30 commerces, soit l'entièreté de l'ex paroisse Notre-Dame-de-la-Paix.   
Pour pallier l'exode des commerçants et des clients vers les banlieues, la Ville de Québec et la communauté d'affaire inaugurent en 1967 un espace public s'étirant sur la rue Saint-Joseph entre les rues de la Couronne et Monseigneur-Gauvreau. Ce tronçon fut d'abord une rue piétonne, puis est recouvert d'un toit et de murs en 1974 de manière qu'un « centre commercial » soit aménagé en plein Saint-Roch. On appela « Mail Centre-Ville », puis « Mail Saint-Roch » cette galerie marchande qui attira en outre des flâneurs, souvent défavorisés et parfois jugés indésirables par les commerçants. En effet, la rue Saint-Joseph, même recouverte, continuait d'exister en tant que voie publique et devait donc en théorie être accessible à quiconque, en tout temps, notamment puisque les résidents des étages supérieurs et leurs visiteurs ne pouvaient accéder aux logements qu'à partir du rez-de-chaussée des édifices, au niveau de la « rue ». L'apparence négligée du Mail lui a également valu son lot de critiques. Par exemple, les tuiles du sol étaient souvent abîmées par le poids du trafic piétonnier, et le vitrage en plexiglas du toit était difficile d'accès et donc peu souvent nettoyé.

### Renaissance

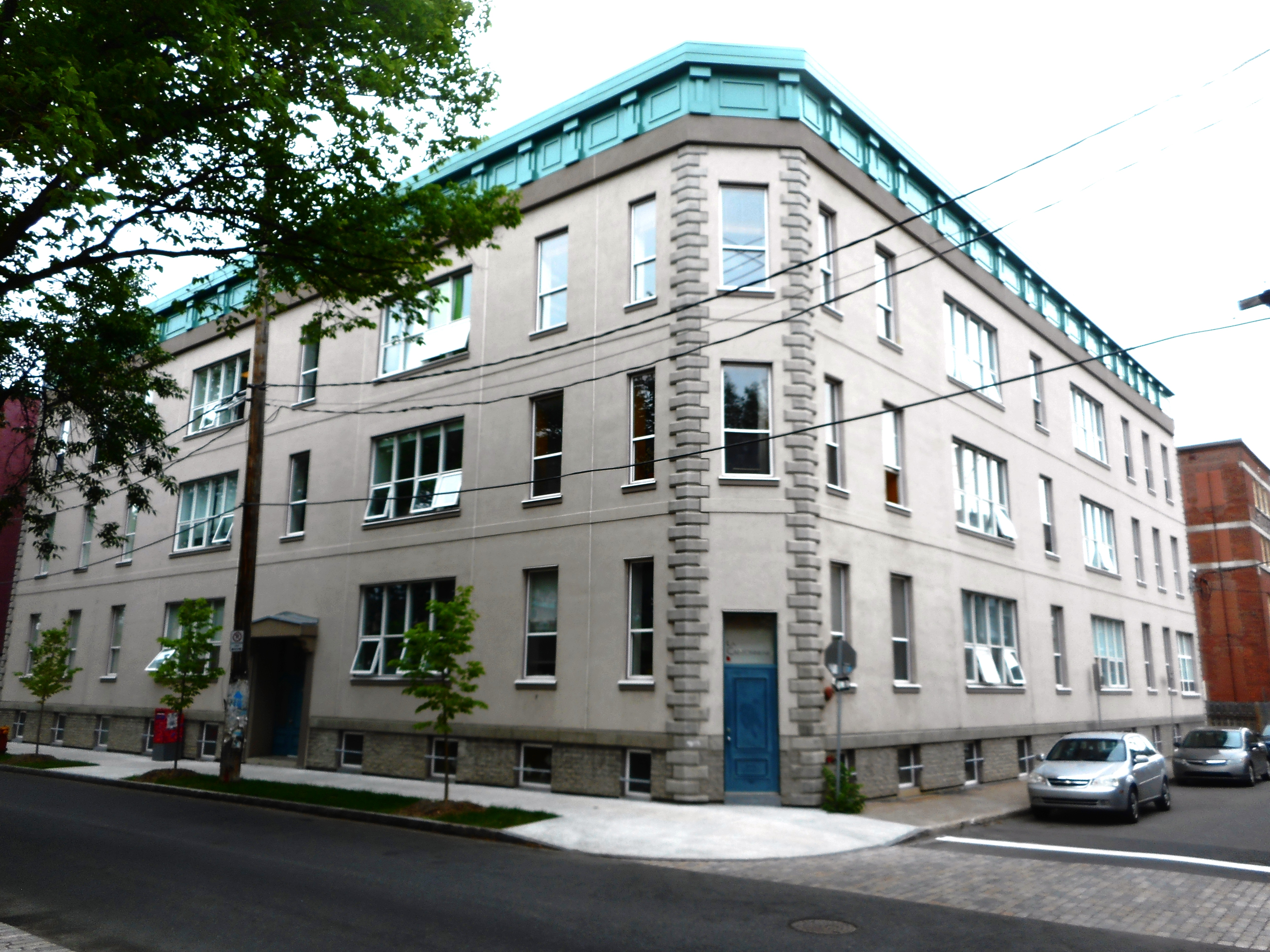
Reconversion de l'ancienne manufacture de la Royal Paper Box Co., boulevard Langelier.

À la fin des années 1990, les autorités municipales initient un programme de revitalisation commerciale sur les rues de la Couronne et Dorchester, ainsi que sur la rue Saint-Joseph, ce qui nécessita la démolition progressive du Mail de 2000 à 2007. Outre la rénovation de façades sur ces artères, le programme comprenait aussi la reconversion d'anciennes manufactures fermées ou déménagées. À titre d'exemple, les anciens immeubles industriels de la F.X. Drolet et celui de la Dominion Corset ont été transformés en bureaux municipaux, et d'autres tel celui de la Royal Paper Box en ateliers d'artistes ou coopératives d'habitation.
En mars 2000, la Ville entreprend la première phase des travaux de démolition du mail, une portion de 301 m, soit entre les rues de la Couronne et du Pont. Des personnes marginalisées et des acteurs du milieu communautaire ont notamment dénoncé ce démantèlement, plaidant que le Mail était devenu un lieu public de rencontres et de répit pour certains. Pour répondre à leurs besoins, les autorités mirent à leur disposition davantage de centres de jours en basse-ville, notamment dans le sous-sol de l'église Saint-Roch. 
Au début des années 2000, de volumineux édifices à bureaux sont construits sur et autour du boulevard Charest, dans le secteur des rues de la Couronne et Dorchester, entre autres pour y héberger le siège social de l'Université du Québec ainsi que des bureaux de compagnies d'informatique ou de jeux vidéos attirées par des incitatifs gouvernementaux.

## Portrait du quartier

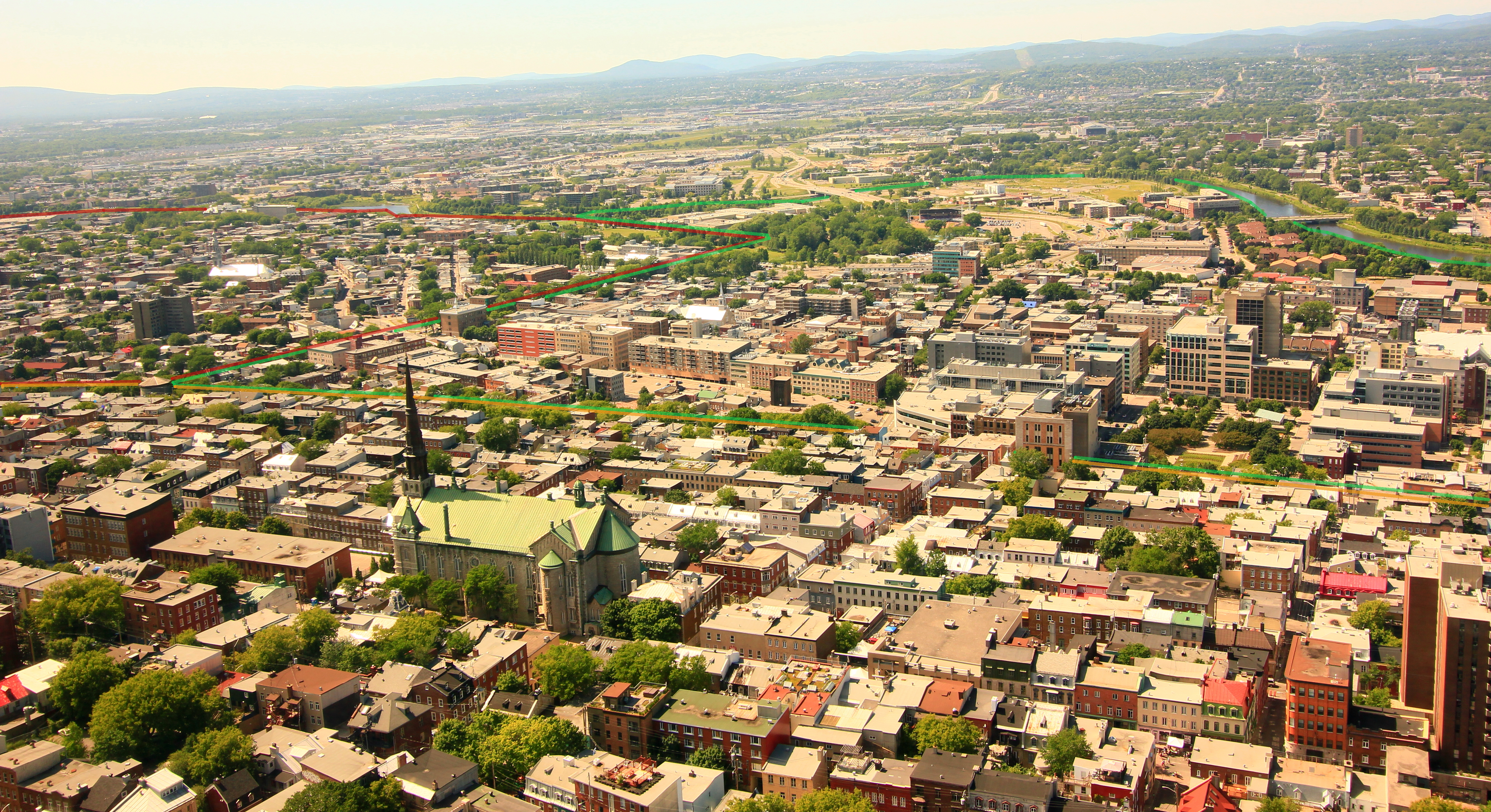
Vue partielle ouest du quartier, délimité d'un trait vert.

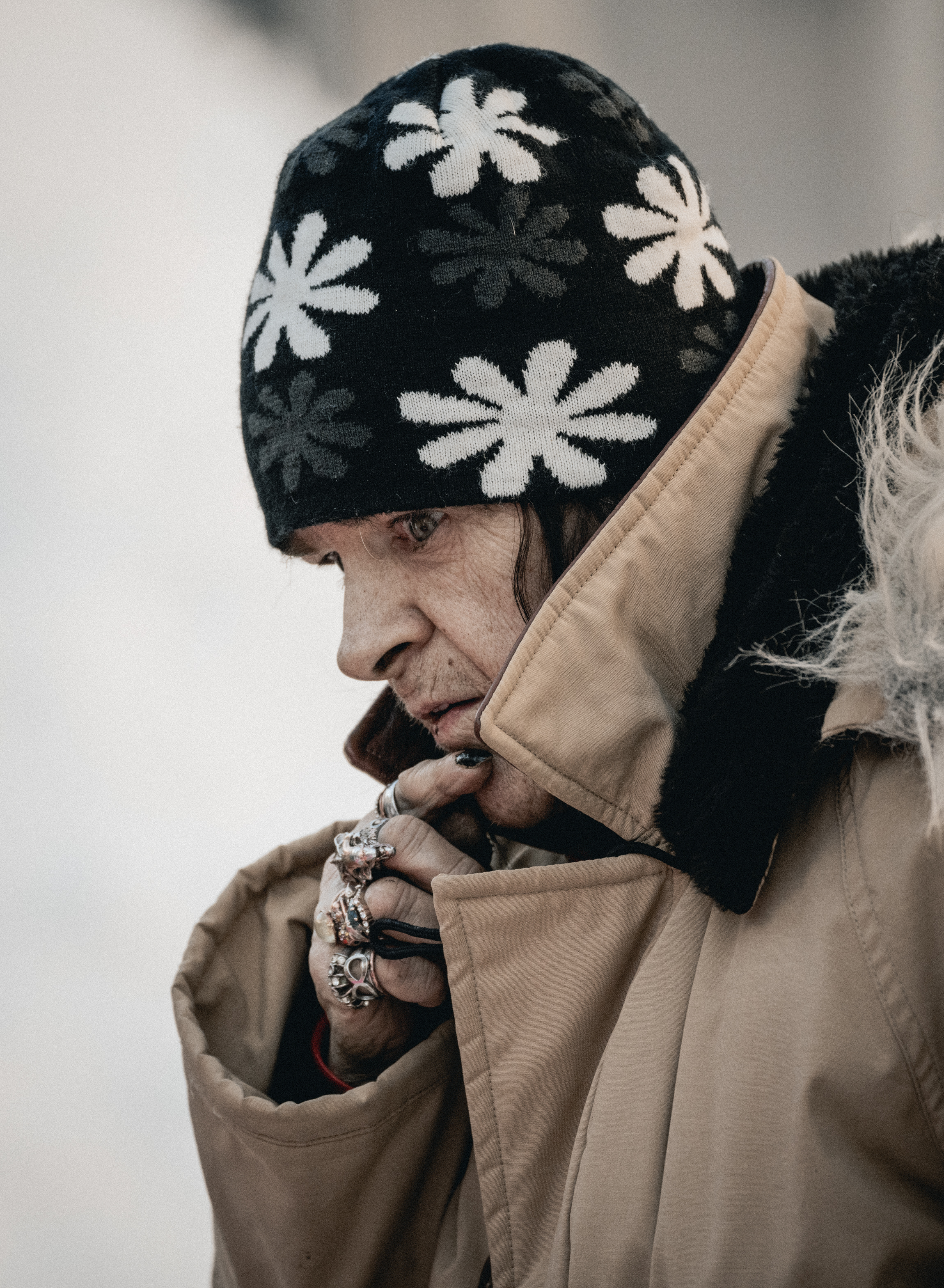
Un homme se promenant au quartier Saint-Roch. Février 2023.

Depuis les années 1990, Saint-Roch a fait l'objet d'une revitalisation, notamment sur la rue Saint-Joseph et le boulevard Charest. En effet, le nombre de personnes y travaillant a augmenté de 40 % entre 1996 et 2017, et sa population a connu un gain de 1000 personnes entre 1991 et 2017.
En dépit de sa revitalisation, le quartier demeure l'un des plus défavorisés de la ville. En 2006, le taux de chômage y était d'environ 26 %, contre 10,9 % pour la Communauté métropolitaine de Québec. Cette statistique a toutefois fortement diminué, se chiffrant en 2016 à 8 % pour le quartier et à 5 % à l'échelle de la ville. 
Quant aux logements sociaux ou abordables, en 2006 on comptait environ 600 unités de type HLM (12,5 % de tous les logements du quartier) et 1000 de type coopérative d'habitation (20,9 % du quartier). En 2017, ces deux types représentaient respectivement 24 % et 12,6 % des logements abordables de l'arrondissement et de la ville, soit dans les deux cas les plus fortes concentrations. 
Saint-Roch est aussi là où on enregistre le plus grand nombre d'infractions liées aux stupéfiants à Québec. En 2012, sur les 1202 infractions de ce genre recensées par le Service de police dans la ville, il y en a eu 152 dans Saint-Roch (soit 20 par 1000 habitants), devant le quartier Vieux-Moulin (83 infractions, soit 5,9 par 1000 habitants). C'est d'ailleurs dans Saint-Roch que les autorités projettent depuis 2017 de construire, non sans controverse, un centre d'injection supervisée au coin des rues Sainte-Marguerite et Monseigneur-Gauvreau, à l'ombre du viaduc de l’autoroute Dufferin-Montmorency. 
Étant donné qu'il est considéré comme un des quartier les plus défavorisé de la Ville de Québec, deux millions de dollars canadiens sont consacrés à la surveillance du quartier par le Service de police de la Ville de Québec. dans ce 2 millions, 655 302$ sont attribués à l'ajout d'effectifs pour cette patrouille.

### Artères principales
- Rue Saint-Joseph
- Boulevard Charest

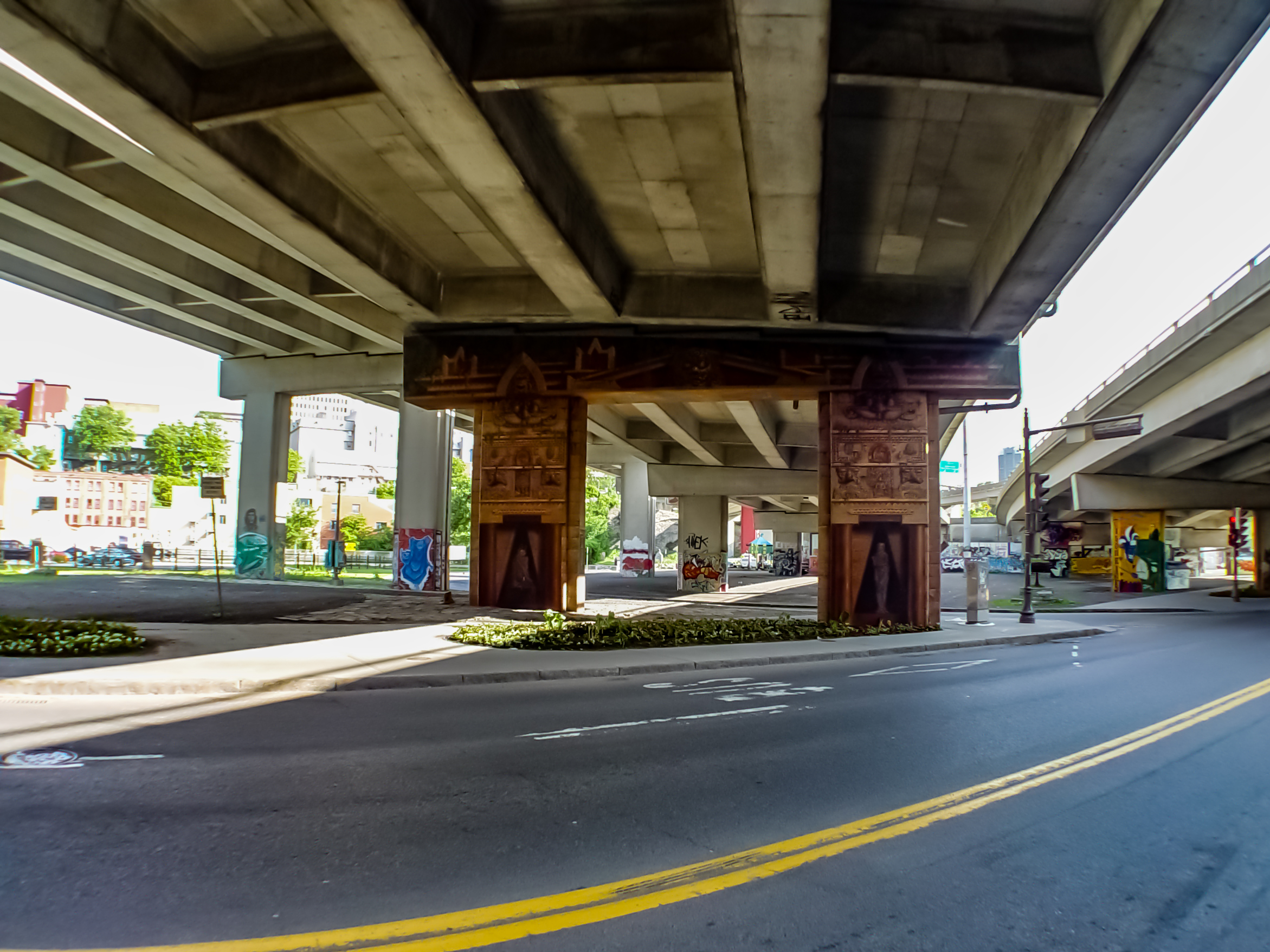
Le boulevard Charest sous l'autoroute 440 (Dufferin-Montmorency), en 2004. La bretelle de droite fut démolie en 2007

- Rue de la Couronne et rue Dorchester (ces artères voisines, parallèles et à sens unique, font partie de la route 175)
- Rue Saint-Vallier (partie)
- Autoroute Laurentienne, continuation vers le nord de la rue de la Couronne
- Autoroute Dufferin-Montmorency (440)
- Ponts Dorchester, Lavigueur et Drouin (partagés avec le quartier Vieux-Limoilou)

### Édifices notables
- Bibliothèque Gabrielle-Roy
- Quartier général du Service de police de la Ville de Québec, au Parc Victoria (maintenant déménagé à Charlesbourg)
- Ancien Hôpital général de Québec dans la municipalité de paroisse indépendante de Notre-Dame-des-Anges, entre les quartiers Saint-Roch et Saint-Sauveur
- Édifice La Fabrique, ancienne usine de la Dominion Corset où se situent maintenant des fonctionnaires municipaux ainsi que l'École d'art de l'Université Laval
- Édifice Joseph-Ernest-Grégoire (bureau d'arrondissement et de fonctionnaires municipaux), rue Saint-Joseph Est

### Parcs, espaces verts et loisirs
- Jardin Jean-Paul-L'Allier

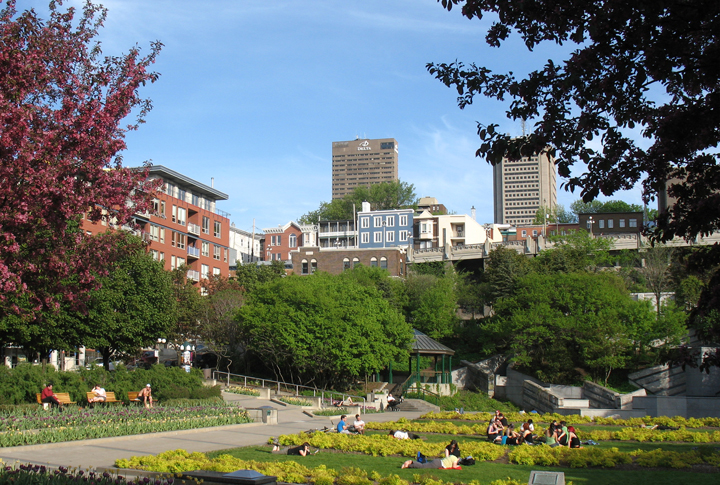
Jardin Jean-Paul-L'Allier.

- Les parties est du Parc Victoria (qui comprend le Stade Canac) et du Parc du boulevard Langelier
- Parc de la Pointe-aux-Lièvres
- Parc Gilles-Lamontagne, adjacent au Centre récréatif Saint-Roch et au Parc linéaire de la rivière Saint-Charles
- Îlot Fleurie, nom donné au secteur informel situé sous les bretelles de l'autoroute 440
- Places publiques : parvis de l'église Saint-Roch, Place de l'Université-du-Québec, et Place Jacques-Cartier (devant la bibliothèque)

### Édifices religieux

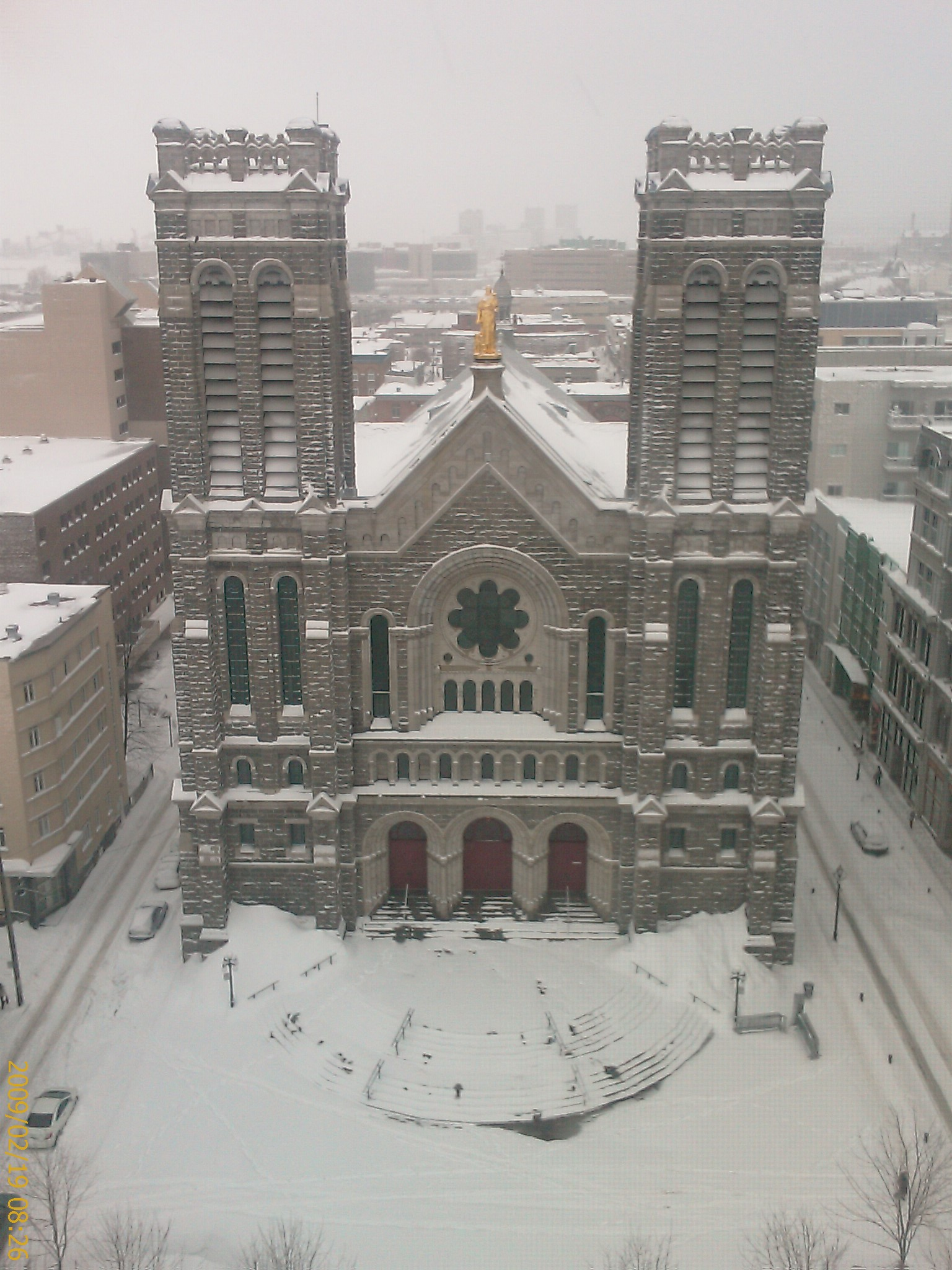
L'église Saint-Roch et son parvis, vus de l'hôtel PUR.

- Église Saint-Roch[23] (1920), a remplacé celle de 1816
- Mosquée Masjid Al-rahma, dans des locaux d'un édifice de la rue de la Couronne
- Église de Scientologie de Québec, rue Saint-Joseph Est
- Ancienne église Notre-Dame-de-Jacques-Cartier[24], devenue la Nef - Coopérative de solidarité Notre-Dame de Jacques-Cartier

### Musées, théâtres et lieux d'expositions
- Théâtre de la Bordée, l'Impérial Bell et le Grizzly Fuzz, salles de spectacles sur la rue Saint-Joseph Est
- Méduse, coopérative de producteurs et de diffuseurs artistiques culturels et communautaire
- Les centres d'art contemporains et autogérés Le Lieu et La Chambre Blanche
- Manifestation internationale d'art de Québec
- L'Anti Bar & Spectacles, consacré aux musiques alternatives, notamment rock

### Commerces et entreprises

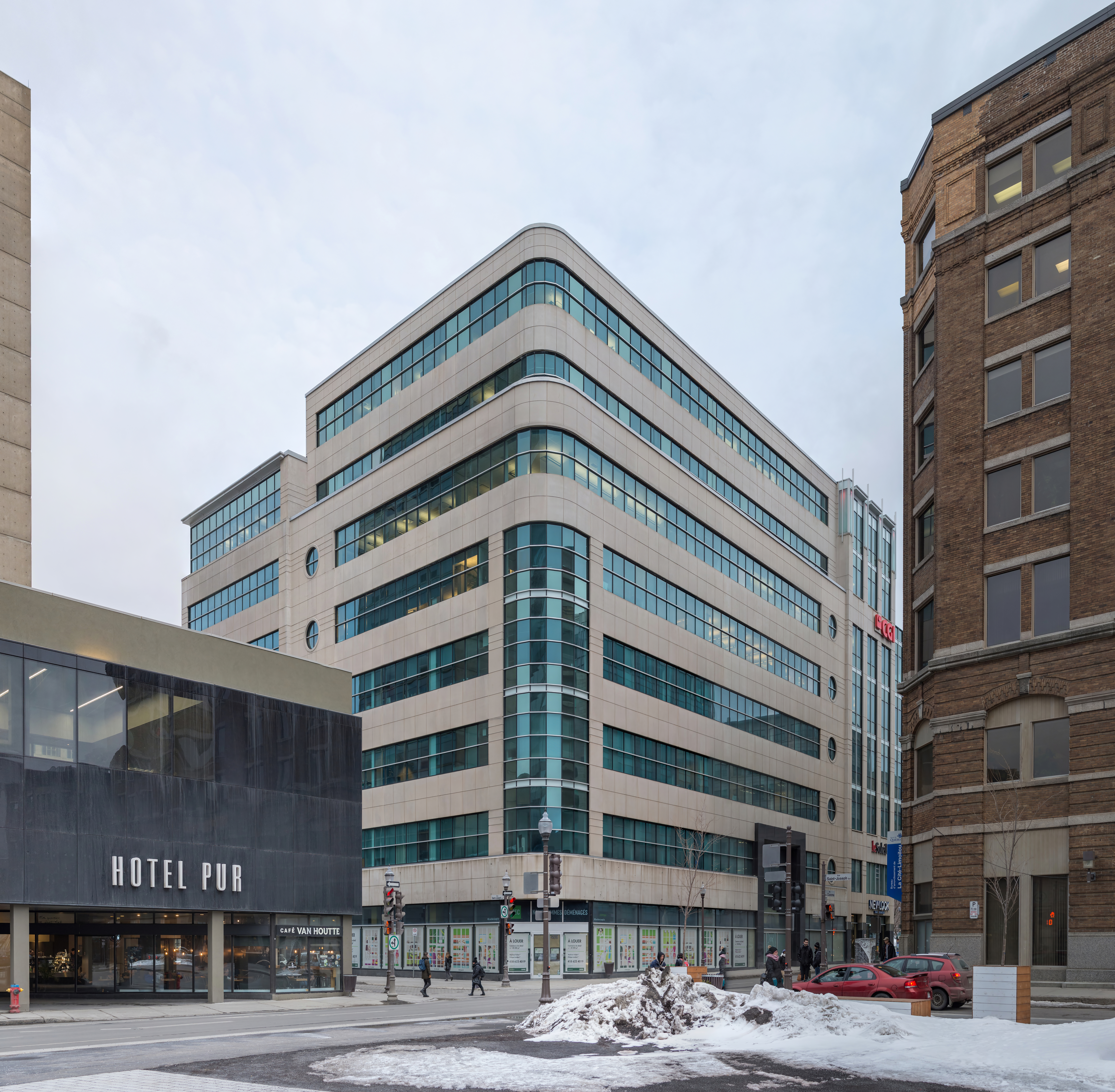
Édifice Le 410 Charest (dont les principaux occupants sont le journal Le Soleil et la firme CGI.)

Benjo, magasin de jouets et articles de passe-temps
- J. B. Laliberté, un des plus anciens magasins de Québec, fondé en 1867 et fermé en 2020
- Le Soleil, journal quotidien de Québec fondé en 1896
- Fonds des travailleurs Fondaction de la CSN
- Sarbakan, Beenox, Frima Studio et Ubisoft, compagnies de création de jeu vidéo
- La Barberie, microbrasserie coopérative de travail
- Manufacture de cigarettes de la Rothmans, Benson & Hedges

### Lieux d'enseignement

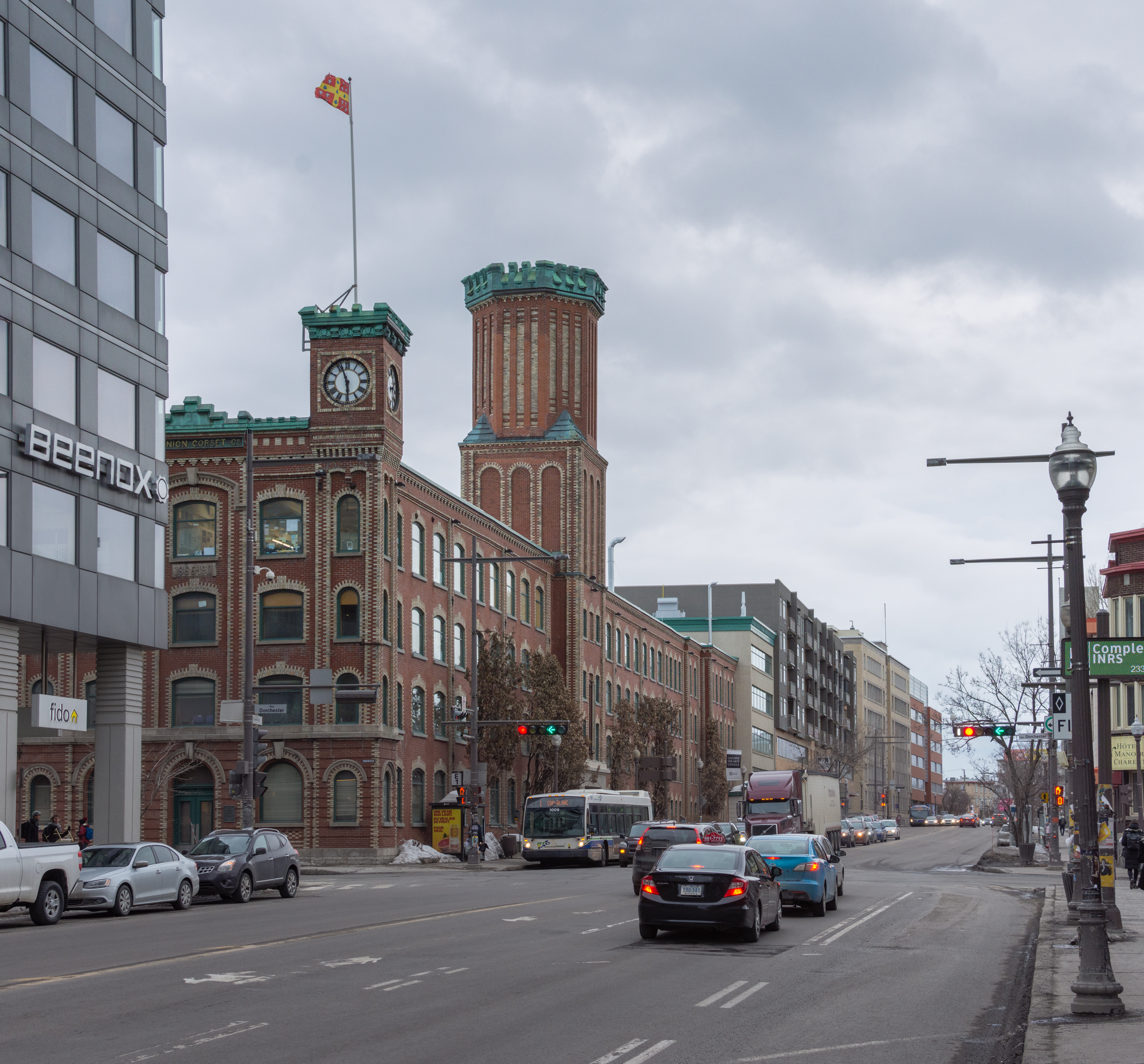
Édifice La Fabrique.

- Commission scolaire de la Capitale :
  - École primaire des Berges
  - École secondaire Cardinal-Roy, Centre de formation professionnelle Wilbrod-Bherer et École hôtelière de la Capitale (tous situés sur le site du Parc Victoria)
- Siège administratif de l'Université du Québec ainsi que certaines de ses composantes : 
  - Siège de l'Institut national de la recherche scientifique (INRS) ainsi que son Centre Eau Terre Environnement
  - Siège de l'École nationale d'administration publique (ENAP) et l'un de ses principaux lieux d'études
  - Siège de l'Université TÉLUQ
- École des arts et École de design (Édifice de La Fabrique) de la Faculté d'aménagement, d'architecture et des arts visuels de l'Université Laval
- Maison des métiers d'arts du Cégep Limoilou
- Collège technique Aviron Québec (institut privé)

## Organisation administrative

### Conseil de quartier
Saint-Roch, comme tous les quartiers de la ville, bénéficie d'un « conseil de quartier » dont le mandat est de consulter ses citoyens et de parler en leur nom, et qui est dirigé par 8 élus (quatre femmes et quatre hommes), quelques membres choisis par ces derniers, ainsi que l'élu municipal du district électoral au sein duquel est situé ledit quartier. En l'espèce, il s'agit du district de Saint-Roch–Saint-Sauveur, dont l'élu siège à la fois aux conseils de quartiers de Saint-Roch et de Saint-Sauveur, en plus du conseil municipal et du conseil d'arrondissement de La Cité–Limoilou.

### Représentation gouvernementale
Le territoire de Saint-Roch est inclus dans les circonscriptions électorales suivantes  :
- District municipal de Saint-Roch–Saint-Sauveur, dont le conseiller depuis 2017 est Pierre-Luc Lachance	(Québec forte et fière)
- Circonscription provinciale de Taschereau, dont le député depuis 2022 est Étienne Grandmont (Québec Solidaire)
- Circonscription fédérale de Québec, dont le député depuis 2015 est Jean-Yves Duclos (Parti Libéral du Canada)

## Démographie
Lors du recensement de 2016, le portrait démographique du quartier était le suivant :
- Sa population représentait 7,2 % de celle de l'arrondissement et 1,5 % de celle de la ville.
- L'âge moyen était de 42,1 ans tandis que celui à l'échelle de la ville était de 43,2 ans.
- Population immigrante : 14 % du quartier, contre 7,2 % dans la ville.
- 23,1 % des habitants étaient propriétaires et 76,9 % locataires.
- Taux d'activité de 64,9 % et taux de chômage de 8 %.
- Revenu moyen brut des 15 ans et plus : 34 101 $.

| 1996  | 2001  | 2006  | 2011  | 2016  | 2021  |
| ----- | ----- | ----- | ----- | ----- | ----- |
| 6 995 | 7 485 | 7 700 | 7 590 | 7 810 | 8 380 |